# Bayou Bartholomew
De Bayou Bartholomew is een rivier met een lengte van 586 km die ontspringt nabij White Hall in Arkansas. De rivier stroomt door de staten Arkansas en Louisiana en mondt nabij Sterlington (Louisiana) uit in de Ouachita. De rivier behoort tot het stroomgebied van de Mississippi en loopt door de oude bedding van de Arkansas. Bayou Bartholomew wordt de langst bayou ter wereld genoemd en een groot deel van zijn benedenloop in Louisiana is beschermd als Natural and Scenic River.
In de 19e eeuw was de rivier een belangrijke transportweg naar het noorden vanuit de Mississippidelta.